# 圓裸巨口魚
圓裸巨口魚（学名：Grammatostomias circularis）为輻鰭魚綱巨口鱼目巨口鱼科的其中一種。分布於東大西洋的馬德拉群島及西大西洋的巴西海域，為深海魚類，棲息深度可達412公尺，體長可達13.6公分。